# 南僑機工英雄傳
《南僑機工英雄傳》，2015年中國大陸電視劇，於2015年7月20日 在上海新闻综合频道首播，其後於雲南衛視、重慶衛視上星播映，描述南洋華僑機工回國參加對日抗戰的歷史戲劇，蔣曉榮、榮光製作，參加演出分別為于榮光、秋瓷炫、朱曉漁、曉光、宋運成、張藝弿、呂易珊（酸酸）、宋懿潔、高一瑋、孫瑋、蘇倩薇、劉冠麟、岳躍利等人。

## 劇情簡介
以南洋華僑機工回國抗日的真實歷史為藍本，並附加以諜報戰、男女情愛、家庭親情等元素相佐，背景則有滇緬公路、中印公路等入鏡。

## 演員
- 秋瓷炫，分飾蘭亭、郁雪晴（孿生姐妹）一人分飾2角色，軍統中尉。
- 朱曉漁，飾演方千樹
- 曉光，飾演方天海，方天樹的兄長，實為臥底諜報員
- 榮光，飾演佐藤少佐[2]
- 宋運成，飾演馬王爺，盜墓賊
- 劉冠麟，飾演坂田新八[6]
- 岳躍利，飾演方老爺，南洋華僑，方天海，方天樹的父親。[3]
- 呂易珊，飾演樊星采，方千樹的青梅竹馬
- 高一瑋，飾演立花一介，日本大尉，日軍特高科雲南負責人
- 宋懿潔，飾演刀玉燕，傣族少女
- 郭金，飾演劉姨，方老爺的姨太太
- 陳龍，飾演陳長官，國民黨軍官
- 高大伟，飾演周站長，軍統雲南站站長
- 褚豐銘，飾演黑田純，日軍生化毒氣專家[5]
- 王砚辉，方老爺好友，南洋華僑，出錢出力，兩子皆加入南洋華僑回國機工服務團，兩子先後雙亡。

## 其他
該戲是于榮光、秋瓷炫和朱曉漁繼木府風雲後再度合演的電視劇。

## 製作
中共雲南省委宣傳部、中華全國歸國華僑聯合會、海潤影視製作有限公司、雲南金彩視界影業有限公司、雲南潤視榮光影業製作有限公司等聯合攝製。

## 外部連結
- 南僑機工英雄傳 （页面存档备份，存于），腾讯网
- 南僑機工英雄傳，乐视网
- 南僑機工英雄傳 （页面存档备份，存于），爱奇艺
- 豆瓣电影上《南僑機工英雄傳》的資料 （简体中文）